# Меган Рапиноу
Мѐган А̀на Рапѝноу (на английски: Megan Anna Rapinoe, [ˈmɛɡən ˈænə rəˈpiːnoʊ]) е американска футболистка.
Родена е на 5 юли 1985 година в Рединг, Калифорния, в семейството на военен с италианско-ирландски произход. Играе футбол от ранна възраст, а професионалната си кариера започва през 2009 година, като от 2013 година играе в „Оу Ел Рейн“. С националния отбор печели световните титли през 2015 и 2019 година, както и Олимпиадата през 2012 година.